# Campionati mondiali giovanili di nuoto 2019
La settima edizione dei Campionati mondiali giovanili di nuoto si è svolta a Budapest, in Ungheria dal 20 al 25 agosto 2019. Alla competizione partecipano nuotatori di età compresa tra i 15-18 anni e nuotatrici tra i 14-17 anni.

## Medagliere
| Pos.   | Paese         | Oro | Argento | Bronzo | Totale |
| ------ | ------------- | --- | ------- | ------ | ------ |
| 1      | Stati Uniti   | 18  | 10      | 9      | 37     |
| 2      | Russia        | 7   | 11      | 4      | 22     |
| 3      | Australia     | 4   | 5       | 4      | 13     |
| 4      | Italia        | 3   | 2       | 7      | 12     |
| 5      | Canada        | 2   | 5       | 5      | 12     |
| 6      | Croazia       | 2   | 0       | 0      | 2      |
| 7      | Ungheria      | 1   | 1       | 0      | 2      |
| 7      | Spagna        | 1   | 1       | 0      | 2      |
| 9      | Grecia        | 1   | 0       | 1      | 2      |
| 10     | Rep. Ceca     | 1   | 0       | 0      | 1      |
| 10     | Nuova Zelanda | 1   | 0       | 0      | 1      |
| 10     | Ucraina       | 1   | 0       | 0      | 1      |
| 13     | Giappone      | 0   | 3       | 3      | 6      |
| 14     | Bielorussia   | 0   | 2       | 0      | 2      |
| 15     | Gran Bretagna | 0   | 1       | 3      | 4      |
| 16     | Svezia        | 0   | 1       | 1      | 2      |
| 17     | Austria       | 0   | 1       | 0      | 1      |
| 18     | Francia       | 0   | 0       | 2      | 2      |
| 19     | Brasile       | 0   | 0       | 1      | 1      |
| 19     | Bulgaria      | 0   | 0       | 1      | 1      |
| Totale | Totale        | 42  | 43      | 41     | 126    |

## Podi

### Uomini
| Evento               | Oro | Tempo    | Argento | Tempo    | Bronzo                                                                                  | Tempo    |
| Stile libero         | |          | |          |                                                                                         |          |
| 50 m                 | Vladyslav Bukhov | 22"13    | David Curtiss | 22"14    | Adam Chaney                                                                             | 22"40    |
| 100 m                | Andrej Minakov | 48"73    | Joshua Liendo | 49"17    | Robin Hanson                                                                            | 49"25    |
| 200 m                | Luca Urlando | 1'46"97  | Robin Hanson | 1'47"03  | Murilo Sartori                                                                          | 1'47"39  |
| 400 m                | Gábor Zombori | 3'46"06  | Thomas Neill | 3'46"27  | Aleksandr Egorov                                                                        | 3'47"36  |
| 800 m                | Franko Grgić | 7'45"92  | Ilia Sibirtsev | 7'48"05  | Thomas Neill                                                                            | 7'48"65  |
| 1500 m               | Franko Grgić | 14'46"09 | Thomas Neill | 14'59"19 | Ilia Sibirtsev                                                                          | 15'05"17 |
| Dorso                | |          | |          |                                                                                         |          |
| 50 m                 | Jan Čejka | 25"08    | Wyatt Davis | 25"23    | Thomas Ceccon                                                                           | 25"35    |
| 100 m                | Thomas Ceccon | 53"46    | Nikolay Zuev | 53"59    | Wyatt Davis                                                                             | 54"14    |
| 200 m                | Wyatt Davis | 1'58"18  | Carson Foster | 1'58"47  | Mewen Tomac                                                                             | 1'58"71  |
| Rana                 | |          | |          |                                                                                         |          |
| 50 m                 | Vladislav Gerasimenko | 27"58    | Gabe Mastromatteo | 27"73    | Archie Goodburn                                                                         | 27"83    |
| 100 m                | Vladislav Gerasimenko | 59"97    | Josh Matheny | 1'00"17  | Kevin Houseman                                                                          | 1'00"55  |
| 200 m                | Josh Matheny | 2'09"04  | Shoma Sato | 2'09"56  | Yuta Arai                                                                               | 2'10"84  |
| Farfalla             | |          | |          |                                                                                         |          |
| 50 m                 | Thomas Ceccon | 23"37    | Andrej Minakov | 23"39    | Josif Miladinov                                                                         | 23"48    |
| 100 m                | Andrej Minakov | 51"25    | Federico Burdisso | 51"83    | Egor Pavlov                                                                             | 51"90    |
| 200 m                | Luca Urlando | 1'55"02  | Tomoru Honda | 1'55"31  | Federico Burdisso                                                                       | 1'55"39  |
| Misti                | |          | |          |                                                                                         |          |
| 200 m                | Carson Foster | 1'58"46  | Finlay Knox | 1'59"44  | Apostolos Papastamos                                                                    | 1'59"62  |
| 400 m                | Apostolos Papastamos | 4'11"93  | Ilia Borodin | 4'12"95  | Léon Marchand                                                                           | 4'16"37  |
| Staffette            | |          | |          |                                                                                         |          |
| 4x100 m stile libero | Stati Uniti Jake Magahey Luca Urlando Adam Chaney Carson Foster Jack Alexy* Matt Brownstead* Jack Armstrong*                                    | 3'15"80  | Russia Arsenii Chivilev Aleksandr Shchegolev Egor Pavlov Andrej Minakov Pavel Samusenko* Alexei Fedkin*              | 3'16"26  | Italia Federico Burdisso Thomas Ceccon Mario Nicotra Stefano Nicetto Paolo Conte Bonin* | 3'16"29  |
| 4x200 m stile libero | Stati Uniti Jake Magahey Luca Urlando Jake Mitchell Carson Foster Dare Rose* Wyatt Davis*                                                       | 7'08"37  | Russia Nikita Danilov Aleksandr Shchegolev Maksim Aleksandrov Aleksandr Egorov Egor Pavlov* Roman Moskalenko*        | 7'11"90  | Australia Thomas Neill Mitchell Tinsley Thomas Hauck Alexander Grant Noah Millard*      | 7'15"06  |
| 4x100 m misti        | Russia Nikolay Zuev Vladislav Gerasimenko Andrej Minakov Aleksandr Shchegolev Pavel Samulenko* Alexander Zhigalov* Egor Pavlov* Aleksei Fedkin* | 3'33"19  | Stati Uniti Will Grant John Matheny Blake Manoff Adam Chaney Wyatt Davis* Kevin Houseman* Dare Rose* Jack Armstrong* | 3'33"66  | Canada Cole Pratt Gabe Mastromatteo Joshua Liendo Finlay Knox Tyler Wall*               | 3'36"35  |

### Donne
| Evento               | Oro | Tempo    | Argento | Tempo    | Bronzo                                                                                          | Tempo    |
| Stile libero         | |          | |          |                                                                                                 |          |
| 50 m                 | Gretchen Walsh | 24"71    | Maxine Parker | 24"75    | Meg Harris                                                                                      | 24"89    |
| 100 m                | Gretchen Walsh | 53"74    | Torri Huske | 54"54    | Meg Harris                                                                                      | 54"58    |
| 200 m                | Erika Fairweather | 1'57"96  | Lani Pallister | 1'58"09  | Emma O'Croinin                                                                                  | 1'58"64  |
| 400 m                | Lani Pallister | 4'05"42  | Emma O'Croinin | 4'08"11  | Rachel Stege                                                                                    | 4'08"30  |
| 800 m                | Lani Pallister | 8'22"49  | Miyu Namba | 8'27"24  | Giulia Salin                                                                                    | 8'28"99  |
| 1500 m               | Lani Pallister | 15'58"86 | Giulia Salin | 16'14"00 | Chase Travis                                                                                    | 16'18"04 |
| Dorso                | |          | |          |                                                                                                 |          |
| 50 m                 | Job Bronte | 27"87    | Jade Hannah Dar'ja Vas'kina                                                                                         | 27"91    | n.a.                                                                                            | -        |
| 100 m                | Jade Hannah | 59"63    | Claire Curzan | 1'00"00  | Dar'ja Vas'kina                                                                                 | 1'00"02  |
| 200 m                | Jade Hannah | 2'09"28  | Lena Grabowski | 2'10"27  | Erika Gaetani                                                                                   | 2'10"52  |
| Rana                 | |          | |          |                                                                                                 |          |
| 50 m                 | Benedetta Pilato | 30"60    | Kayla van der Merwe                                                                                                 | 30"91    | Kaitlyn Dobler                                                                                  | 30"92    |
| 100 m                | Evgenija Čikunova | 1'06"93  | Kaitlyn Dobler | 1'06"97  | Kayla van der Merwe                                                                             | 1'07"06  |
| 200 m                | Evgenija Čikunova | 2'24"03  | Anastasia Makarova                                                                                                  | 2'24"39  | Mei Ishihara                                                                                    | 2'24"99  |
| Farfalla             | |          | |          |                                                                                                 |          |
| 50 m                 | Torri Huske | 25"70    | Anastasija Škurdaj                                                                                                  | 25"77    | Claire Curzan                                                                                   | 25"81    |
| 100 m                | Torri Huske | 57"71    | Anastasija Škurdaj                                                                                                  | 57"98    | Claire Curzan                                                                                   | 58"37    |
| 200 m                | Lillie Nordmann | 2'08"24  | Blanka Berecz | 2'08"93  | Charlotte Hook                                                                                  | 2'09"00  |
| Misti                | |          | |          |                                                                                                 |          |
| 200 m                | Justina Kozan | 2'11"55  | Alba Vázquez | 2'13"43  | Mei Ishihara                                                                                    | 2'13"52  |
| 400 m                | Alba Vázquez | 4'38"53  | Isabel Gormley | 4'39"15  | Michaella Glenister                                                                             | 4'39"35  |
| Staffette            | |          | |          |                                                                                                 |          |
| 4x100 m stile libero | Stati Uniti Gretchen Walsh Torri Huske Grace Cooper Amy Tang Maxine Parker* Justina Kozan* Erin Gemmell*                     | 3'37"61  | Australia Mollie O'Callaghan Meg Harris Lani Pallister Rebecca Jacobson Gabriella Peiniger* Michaela Ryan*          | 3'40"85  | Italia Chiara Tarantino Maria Masciopinto Emma Virginia Menicucci Gaia Pesenti                  | 3'42"04  |
| 4x200 m stile libero | Stati Uniti Lillie Nordmann Erin Gemmell Justina Kozan Claire Tuggle Ashley Strouse*                                         | 7'55"49  | Australia Lani Pallister Michaela Ryan Rebecca Jacobson Jenna Forester Gabriella Peiniger*                          | 7'57"87  | Canada Brooklyn Douthwright Katrina Bellio Genevieve Sasseville Emma O'Croinin Hanna Henderson* | 8'01"14  |
| 4x100 m misti        | Stati Uniti Claire Curzan Kaitlyn Dobler Torri Huske Gretchen Walsh Annabel Crush* Ellie Andrews* Lillie Nordmann* Amy Tang* | 3'59"13  | Russia Dar'ja Vas'kina Evgenija Čikunova Aleksandra Sabitova Ekaterina Nikonova Anastasia Makarova* Iana Sattarova* | 4'00"30  | Canada Jade Hannah Avery Wiseman Hanna Henderson Brooklyn Douthwright Genevieve Sasseville*     | 4'03"17  |

### Gare miste
| Evento               | Oro | Tempo   | Argento | Tempo   | Bronzo | Tempo   |
| Staffette            | |         | |         | |         |
| 4x100 m stile libero | Stati Uniti Luca Urlando Adam Chaney Amy Tang Gretchen Walsh Jake Magahey* Carson Foster* Grace Cooper* Maxine Parker* | 3'25"92 | Russia Aleksandr Shchegolev Andrej Minakov Daria Trofimova Ekaterina Nikonova Arsenii Chivilev* Pavel Samusenko* Aleksandra Sabitova*               | 3'27"72 | Italia Federico Burdisso Thomas Ceccon Chiara Tarantino Costanza Cocconcelli Mario Nicotra* Paolo Conte Bonin* Gaia Pesenti* Emma Virginia Menicucci* | 3'29"12 |
| 4x100 m misti        | Stati Uniti Will Grant Josh Matheny Torri Huske Gretchen Walsh Wyatt Davis* Kevin Houseman* Justina Kozan* Amy Tang*   | 3'44"84 | Russia Nikolay Zuev Anastasia Makarova Andrej Minakov Ekaterina Nikonova Pavel Samusenko* Alexander Zhigalov* Aleksandra Sabitova* Daria Trofimova* | 3'48"06 | Canada Jade Hannah Gabe Mastromatteo Joshua Liendo Hanna Henderson Brooklyn Douthwright*                                                              | 3'48"20 |

* Nuotatori che hanno gareggiato solamente in batteria.